# Fernmeldeturm Mannheim
Der Fernmeldeturm Mannheim ist ein von den Architekten Heinle, Wischer und Partner geplanter und von 1973 bis 1975 zwischen dem Luisenpark und dem linken Ufer des Neckars errichteter, 217,8 Meter hoher Fernmeldeturm. Er war seit der Antennenaufstockung Anfang 2016 bis zur Fertigstellung des TK-Elevator-Testturms 2018 das höchste Gebäude Baden-Württembergs und gehört auch zu den höchsten Fernmeldetürmen Deutschlands. In der konstruktiven Entwicklung war der Mannheimer Fernmeldeturm der erste in Westdeutschland, dessen Tragwerk des Turmkorbs über ein spezielles Radialträgersystem gestützt wurde, womit man baulich einen neuen Weg beschritt. Der Turm gilt als ein modernes Wahrzeichen der Stadt Mannheim.
Der Mannheimer Fernmeldeturm, für die Versorgung der Funk- und Fernmeldedienste im Raum Mannheim errichtet, war eine öffentlich begehbare Attraktion der Bundesgartenschau 1975. Der Turm beherbergt neben Sendeeinrichtungen für Richtfunk und Funkdienste im UKW- und Fernseh-Bereich in 124 Metern Höhe ein Drehrestaurant und in 121 Metern eine Aussichtsplattform, von der man einen Rundblick über Mannheim und das Umland mit den Städten Ludwigshafen am Rhein, Worms, Heidelberg, Speyer, so wie Neustadt an der Weinstraße bis hin zur Deutschen Weinstraße, den Odenwald, den Pfälzerwald und bei besonders guter Sicht sogar bis zum östlichsten Teil des Nordpfälzer Berglandes mit dem Donnersberg hat.
2025 wurde der Fernmeldeturm unter Denkmalschutz gestellt.

## Geschichte

### Vorgeschichte
Die fernmeldetechnisch unbefriedigende Versorgung von Mannheim und seiner Region in den 1960er Jahren war der Auslöser für die Planungen für einen ursprünglich etwa 90 bis 120 Meter hohen Fernmeldeturm. Dieser sollte möglichst zentral liegen; ursprünglich wurde zur Errichtung des Turmes das Gelände der Lanz-Villa in der Mannheimer Oststadt in Erwägung gezogen, wo bislang eine Richtfunkstelle installiert war, die den wachsenden Anforderungen nicht mehr gewachsen war.
Aufgrund der Nähe zum Neuostheimer Flugplatz (heute: Mannheim City) opponierte anfänglich die Luftaufsichtsbehörde gegen die Errichtung eines Fernmeldeturms. Auch von der Mannheimer Stadtverwaltung kamen ursprünglich Bedenken, da das Bauwerk nicht dem Charakter der Oststadt mit seinen noblen Wohn- und Geschäftshäusern entspräche. Zeitweise waren als Standort auch der Friedensplatz an der Autobahneinfahrt, der Luisenring sowie das Gewerbegebiet „Wohlgelegen“ in Betracht gezogen. Ende der 1960er Jahre kam der Wunsch der Kommune auf, den Turm in die Nähe der geplanten Bundesgartenschau 1975 zu errichten und damit als neues Wahrzeichen einer modernen Stadt Mannheim zu etablieren. Damit stand neben dem Sendebetrieb die bauliche Attraktion zur Bundesgartenschau deutlich im Vordergrund aller Planungsüberlegungen. Als besondere Attraktion erschien jedoch die bis dahin geplante Höhe als zu niedrig. Bereits Ende der 1950er Jahre war in Dortmund mit dem Florianturm ein Fernmeldeturm anlässlich einer Bundesgartenschau errichtet worden.
Die Kommune beschloss, den Turm mit einem Höhenrestaurant und einer Aussichtsterrasse auszustatten. Zur Sicherung der Finanzierung wurde die Gewerbebauträger GmbH aus Hamburg als Investor und Bauherr gewonnen, die zur Finanzierung 30 Millionen DM beisteuerte.

### Planung
Bei der Wahl des charakteristischen Turmkorbes galt es, fünf Anforderungen bestmöglich zu erfüllen. Neben der Stellfläche und der Kabelzuführung sollte der Korb in der Raumnutzung variabel sein, eine bestmögliche Aussicht bieten, einen Innovationsgrad erfüllen und in Bezug auf Außenfläche und umbauten Raum wirtschaftlich sein. Aus 18 möglichen Grundformen wurde die Form zweier umgekehrt zueinander verlaufender, unterschiedlich großer Kegelstümpfe gewählt. Erwin Heinle legte schließlich im Februar 1972 fünf Entwurfsvarianten vor.
Als endgültiger Standort wurde das südliche Neckarufer ausgewählt, gleich neben dem Gelände des Luisenparks, wo auch der Aerobus eine Endhaltestelle bekam.
Nach ersten Probebohrungen im Mai 1971 begannen im Frühjahr 1972 die Planungsarbeiten zum Fernmeldeturm Mannheim, im September desselben Jahres folgte die Ausschreibung der Rohbauarbeiten.
Ende 1972 entstanden Unstimmigkeiten zwischen dem Post- und Gewerbebauträger und der Stadt Mannheim, die für die Gestaltung des Basisgebäudes Auflagen forderte. Die schlugen mit Mehrkosten von rund drei Millionen Mark zu Buche. Aus diesem Grund drohte das Projekt kurz vor Baubeginn komplett zu scheitern. Der damalige Oberbürgermeister Ratzel stockte aus diesem Grund den Etat der Bundesgartenschau um 1,2 Millionen Mark auf. Am 16. Januar 1973 stimmte der Gemeinderat der Etataufstockung zu.

### Bau und Eröffnung
Die Grundsteinlegung erfolgte am 10. April 1973 im Beisein des damaligen Oberbürgermeisters Ludwig Ratzel und des Ministerialdirektors Heinrich Bethmann vom Bundesministerium für das Post- und Fernmeldewesen, rund vier Monate nachdem bereits im Januar desselben Jahres mit den Gründungsarbeiten begonnen worden war.
Etwa 70 Arbeiter haben in drei etwa gleichstark besetzten Schichten den Turm errichtet. Die Schaftbetonwand wuchs täglich zwischen 0,70 und 1,50 Meter. Die 100-Meter-Marke wurde im August 1973 und die 125-Meter-Marke Anfang September überschritten. Ende 1973 wurde aus 85 Kubikmeter Holz eine 140 Tonnen schwere Rahmenkonstruktion erbaut, mit deren Hilfe man in einer Bauhöhe von 120 bis 137 Metern den Turmkorb errichtete. Am 9. April 1974 wurde der gesamte Betonschaft bis auf eine Höhe von 166,20 Metern hochgezogen. Mit der endgültigen Fertigstellung des gesamten Rohbaus konnte am 5. Juni 1974 das Richtfest begangen werden. Danach folgten die Einrichtung der technischen Installationen und die Inneneinrichtung der Kanzel. Der erste der zwei Personenaufzüge wurde Mitte November 1974 in Betrieb genommen, der zweite Personenaufzug wie auch der Betriebsaufzug folgten Mitte Dezember. Der Ausbau des Betriebsgeschosses und der Funkbetriebsräume begann im Dezember 1974.
Die offizielle Einweihung fand am 27. März 1975 statt. In den ersten Wochen der Neueröffnung kamen täglich mehr als 2000 Besucher auf die Aussichtsplattform und rund 600 Personen ins Restaurant. Eine Auffahrt für Erwachsene kostete im Eröffnungsjahr 3,50 DM, für Kinder 1,50 DM. Endgültig fertiggestellt wurde der Turm am 26. Mai 1975 mit einer ursprünglichen Gesamthöhe von 204,9 Metern, was ihn zugleich zum höchsten Bauwerk der Stadt machte. Die Tragwerksplanung erledigten Leonhardt, Andrä & Partner, die Ausführung oblag Grün & Bilfinger. Bauherr war die Gewerbebauträger GmbH, eine Tochtergesellschaft der Neuen Heimat aus Hamburg.
Die technischen Anlagen des neuen Fernmeldeturms in Mannheim ermöglichten eine Kapazitätssteigerung von 10.000 auf 25.000 Fernsprechleitungen. Sämtliche technischen Einrichtungen waren so konzipiert, dass der Betrieb ohne Personal vonstattengehen konnte.

### Betrieb nach Eröffnung
Mit der Inbetriebnahme des Mannheimer Fernmeldeturms 1975 waren die Ausbauarbeiten der Bundespost nicht beendet. Bis 1978 investierte das Unternehmen weitere zehn Millionen Mark in die fernmeldetechnischen Einrichtungen, der für den Ausbau des Richtfunksystems sowie für Fernsprech-, Fernschreib- und Datenverkehr vorgesehen war. Seit 1954 stellte Mannheim einen Knotenpunkt im Richtfunksystem dar. Bei Eröffnung waren am Fernmeldeturm erst drei Parabolantennen montiert. Erst in den Folgejahren 1977 und 1978 wurden sukzessive weitere Richtfunkantennen angebracht und so der Ausbau des Netzes betrieben. Im März 1979 installierte die Post einen zweiten Stadtsender des Funkrufdienstes ein. Besitzer von Funkmeldeempfängern konnten mittels Signal angefunkt werden und vom nächsten Fernsprecher aus einen Rückruf durchführen. Dies war Ende der 1970er und Anfang der 1980er Jahre eine günstige Alternative zu den damals sehr teuren öffentlich beweglichen Landfunkdiensten.
Am 14. Januar 1983 gingen die Eigentumsverhältnisse des Fernmeldeturms Mannheim von der Gewerbebauträger GmbH, dem Bauträger des Turms, an die Deutsche Bundespost über, welche das Bauwerk mit Ausnahme des Restaurants, der Aussichtskanzel, der Eingangshalle und der beiden Schnellaufzüge für rund 18 Mio. DM kaufte. Der Übernahme vorangegangen war der Versuch, den Fernmeldeturm zu verkaufen – die Bundespost hatte anfangs kein Interesse. Nachdem sich kein Interessent gemeldet hatte, retteten die bisherigen Gesellschafter das Objekt mit Zuschüssen vor dem wirtschaftlichen Zusammenbruch.

In der Nacht des 5. Dezember 1994 kollidierte ein Rettungshubschrauber des Lufttransportgeschwaders 61, eine Bell UH-1D, auf dem Rückflug vom Krankenhaus in Bad Kreuznach mit der Turmspitze des Fernmeldeturms, stürzte über 200 Meter senkrecht ab und brannte völlig aus. Hierbei starben alle Insassen, drei Besatzungsmitglieder und ein Notarzt. Etwa 17 Meter der Mastspitze mit den Sendeantennen wurden beschädigt und stürzten hinunter. Ein Sprecher der Telekom teilte mit, dass um 3:28 Uhr eine Störung an der Beleuchtung des Turms angezeigt wurde. Der erfahrene Hubschrauberpilot hatte keinen Notruf abgesetzt. Jahre später wurde der Turm mit einer neuen Antenne versehen, mit einer neuen Gesamthöhe von 212,8 Metern. Die Spitze wurde nun rot-weiß gestrichen und mit einer neuen Flugsicherheitsbefeuerung ausgestattet. Am Fuß des Turms befindet sich ein Gedenkstein für die Verunglückten.
Im April 2014 musste eine rund 600 Kilogramm schwere und rund zwei auf drei Meter große Panzerglasscheibe im Restaurantgeschoss des Turmes von der Feuerwehr herausgeschlagen werden. Das Fenster, welches unter Spannung geraten und gesprungen war, konnte nicht nach innen herausgebrochen werden und fiel aus diesem Grund kontrolliert 120 Meter vom Turmkorb in einen abgesperrten Bereich. Nachdem das scheibenlose Fenster zunächst durch ein Provisorium aus Holz und Metall gesichert war, wurde erst am 16. Januar 2016 eine Ersatzscheibe mittels eines Spezialkrans eingesetzt. Am Vortag hatten die Arbeiten aufgrund von technischen Schwierigkeiten abgebrochen werden müssen.
Am 21. Januar 2016 bekam der Fernmeldeturm eine um fünf Meter längere Zylinder-Rundstrahlantenne auf die Spitze montiert, womit er den Stuttgarter Fernsehturm (216,6 m) knapp übertrifft. Die neue Antenne hat eine Masse von 150 Kilogramm. Mithilfe eines Hubschraubers des Typs Ecureuil AS 350 B3E wurden als Vorarbeit dazu am 19. Januar in 14 Flügen die Einzelteile des alten 13 Tonnen schweren Drehkrans in Einzelteilen von der obersten der drei Plattformen am Turm heruntergeschafft. Hintergrund der Antennenaufstockung ist die Einführungsphase von DVB-T2 HD im Jahr 2016. Seit 2017 sind im Großraum Mannheim deutlich mehr Fernsehprogramme in HD-Auflösung empfangbar.

## Lage

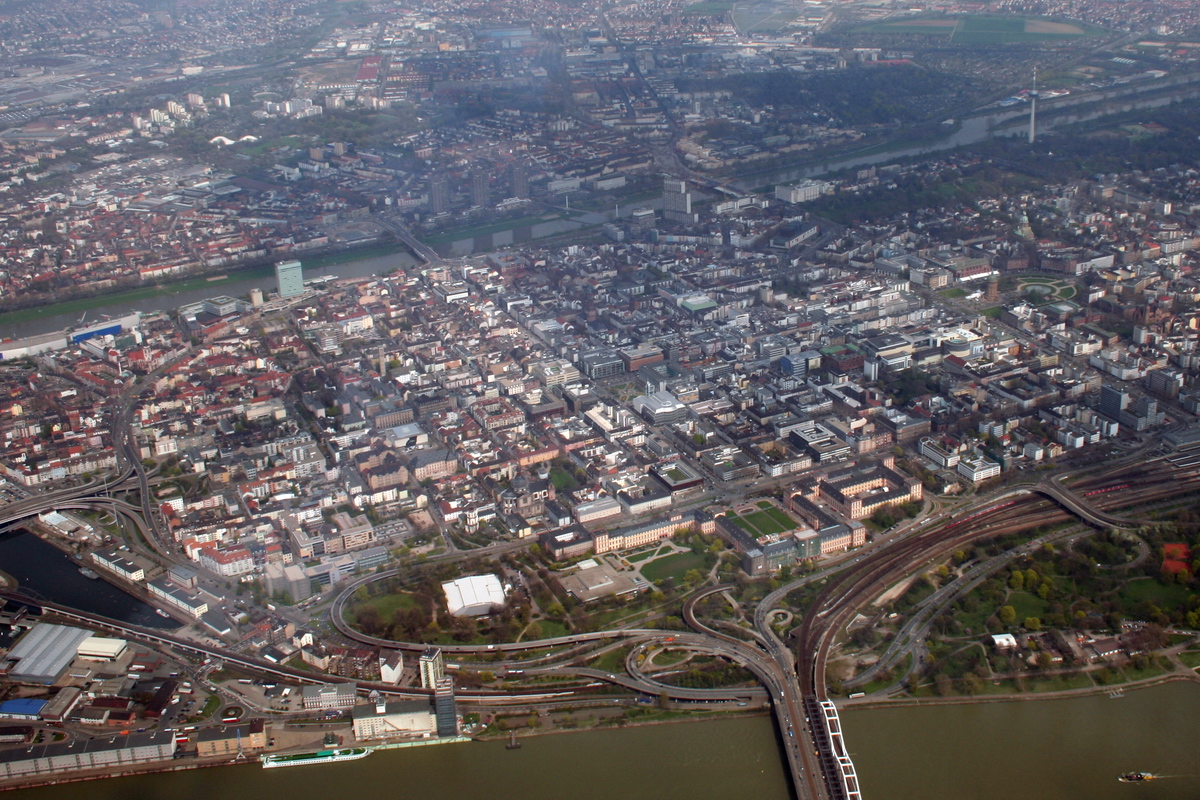
Mannheimer Innenstadt mit dem Fernmeldeturm (oben rechts) am Neckarkanal

Der Mannheimer Fernmeldeturm steht östlich des Stadtzentrums, unweit des Südufers des Neckarkanals am nördlichen Rand des Luisenparks auf einer Höhe von 97 m ü. NHN. Direkt am Turm befindet sich am Hans-Reschke-Ufer die Haltestelle Fernmeldeturm der parallel zum Kanal verlaufenden Stadtbahnlinie Mannheim–Heidelberg. Westlich des Fernmeldeturms sind Besucherparkplätze vorhanden. In der näheren Umgebung zum Fernmeldeturm befinden sich Spielstätten und Räumlichkeiten von Sportvereinen, unter anderem auch das Stadion des TSV Mannheim. Direkt gegenüber dem Eingang zum Fernsehturm ist der Eingang zum Luisenpark, der den Namen Eingang am Fernmeldeturm trägt.
Zum Baukomplex des Fernmeldeturms Mannheim gehören neben dem eigentlichen Turmbauwerk das südwestlich gelegene Basisgebäude südlich des Besucherparkplatzes sowie die südöstlich gelegene Eingangshalle, die dem Publikumsverkehr den Zugang zum Turm ermöglicht. Beide separaten Bauwerke sind jeweils über unterirdische Gänge mit dem Fernmeldeturm verbunden. Umrahmt wird das Areal von Bäumen, sodass es sich landschaftlich einheitlich in den Luisenpark einfügt, der allerdings ein separates und umfriedetes Grundstück darstellt. Das Grundstück des Fernmeldeturms und seiner Umgebungsbauten, Parkplätze für etwa 80 Fahrzeuge und Wege umfasst eine Größe von rund 4200 Quadratmetern.

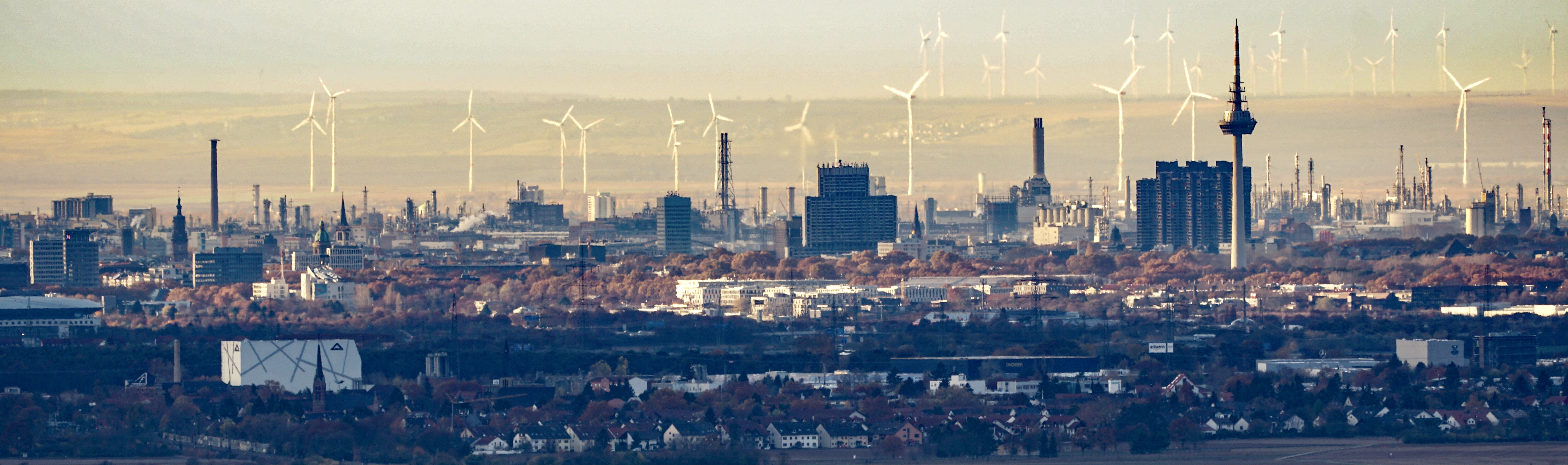
Der Fernmeldeturm ist Bestandteil der Mannheimer Skyline für den Betrachter im Mannheimer Umland

## Beschreibung

### Basisgebäude und Eingangshalle
An der Basis südwestlich des Turms befindet sich ein unterirdisches Gebäude für fernmelde- und hauswirtschaftstechnische Räume sowie Räumen für den Küchenbetrieb. Das Gebäude wurde als sogenannte Stütz-Pilzdeckenkonstruktion ausgeführt; die Fassade besteht aus Fertigteil-Betonelementen. Zwar befindet sich ein Teil der Betriebsräume für die Fernmeldetechnik auch im Turmkorb, der größte Teil ist aus Gründen der Wirtschaftlichkeit und Zweckmäßigkeit jedoch im Basisgebäude untergebracht. Vom Basisgebäude aus erreicht man mittels eines unterirdischen Gangs den Fernmeldeturm. Der Verbindungsgang besteht aus Ortbeton und ist mit Dehnungsfugen vom Schaft des Turms getrennt.

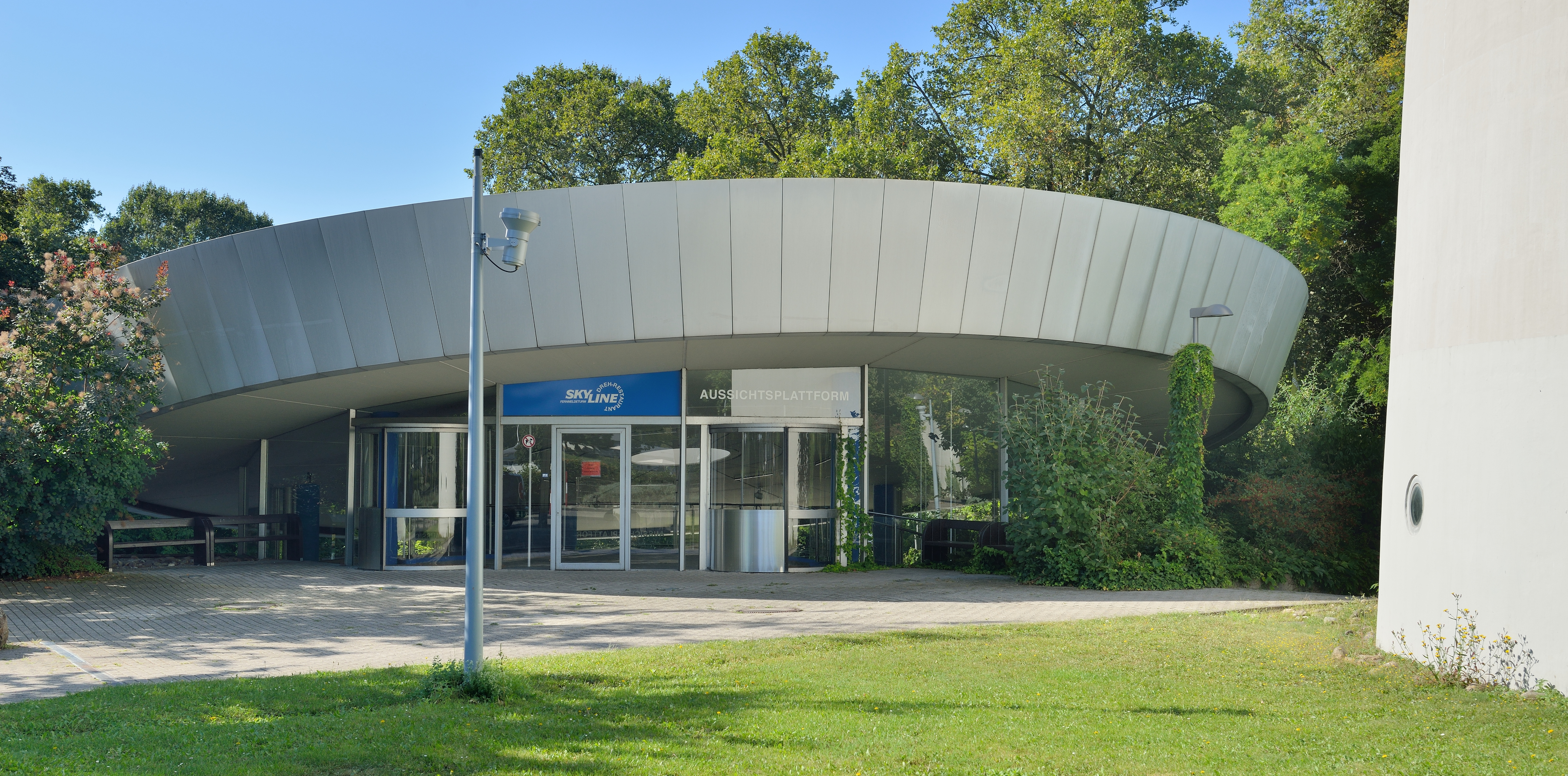
Eingangshalle am Turmfuß, Sicht vom Paul-Martin-Ufer

Südöstlich des Turms befindet sich die Eingangshalle, die von zwei Seiten Eingänge aufweist. Der Eingang auf der Seite des Neckarufers (Paul-Martin-Ufer) führt über eine geschwungene Rampe in den weiter unten liegenden Teil des Wartebereichs. Das Bauwerk mit kreisrundem Grundriss hat im unteren Teil einen weiteren Eingang gegenüber einem Zugang zum Luisenparks (Eingang am Fernmeldeturm) gelegen. Von der Eingangshalle aus erreicht man über einen unterirdischen Verbindungsgang den Stauraum vor den Aufzügen am Turmfuß. Die Dachdecke der Eingangshalle wird von einer schrägliegenden und weit über den Stützen auskragenden Ortbeton-Massivplatte gebildet. Zusammen mit der raumhohen Verglasung soll so der Eindruck einer „schwebenden“ Abdeckung entstehen.
Bei der Gestaltung der Eingangshalle legte Erwin Heile Wert darauf, dass der Übergang vom Neckar einerseits und der Parkanlage der Bundesgartenschau andererseits als Bindeglied fungiert.

### Turmfundament und -keller
Das Fundament des Fernmeldeturms wurde aufgrund der Nähe zum Neckar von 160 Ortbeton-Ramm-Pfählen gebildet, die in sechs konzentrischen Ringen unter einer 3 Meter dicken Fundamentplatte von 27,4 Meter Durchmesser bis zu 9 Meter in die Erde reichen. Ein Nachteil dieser Gründungsart sind die unvermeidlichen Ringmomente der Platte als Folge des verhältnismäßig geringen Schaftdurchmessers und der ausladenden Unterbringung der Pfähle erforderlichen Plattengrundrissfläche. Um dem sowie der Verformungen der Platte bedingte Lastumlagerung auf die schaftnahen Pfähle entgegenzuwirken, wurden die Pfähle im Schaftbereich enger gestellt als im Außenbereich der Platte. Zusätzlich wurde die Fundamentplatte mit 24 Spanngliedern unterhalb der Plattenmittelfläche ringförmig vorgespannt (→ Ringfundament). Vier außen liegende Lisene schützen die Spannglieder vor Korrosion.
Im Keller des Turmfußes befindet sich ein Maschinen- und Trafohaus. Das darin untergebrachte 370 PS starke Notstrom-Dieselaggregat füllt einen dieser Räume. Damit wird gewährleistet, dass die Aufzüge und die Löschwasserpumpen auch bei einem Stromausfall betrieben werden können. Abgesehen von den Aufzügen werden auch die Wasserpumpen mithilfe der Maschinen betrieben. Ohne zusätzliche Pumpen würde das Wasser aus den städtischen Leitungen mit normalen Druck nur bis zur halben Turmhöhe steigen. Neben Trinkwasser wird auch das Brauch- und Heizungswasser durch das Rohrsystem gepumpt sowie das Kühlwasser für die Klimaanlage. Weiterhin gibt es eine Hebeanlage für das Abwasser. Sämtliche Wasserleitungen im Turm sind beheizt, damit sie nicht einfrieren.

### Turmschaft

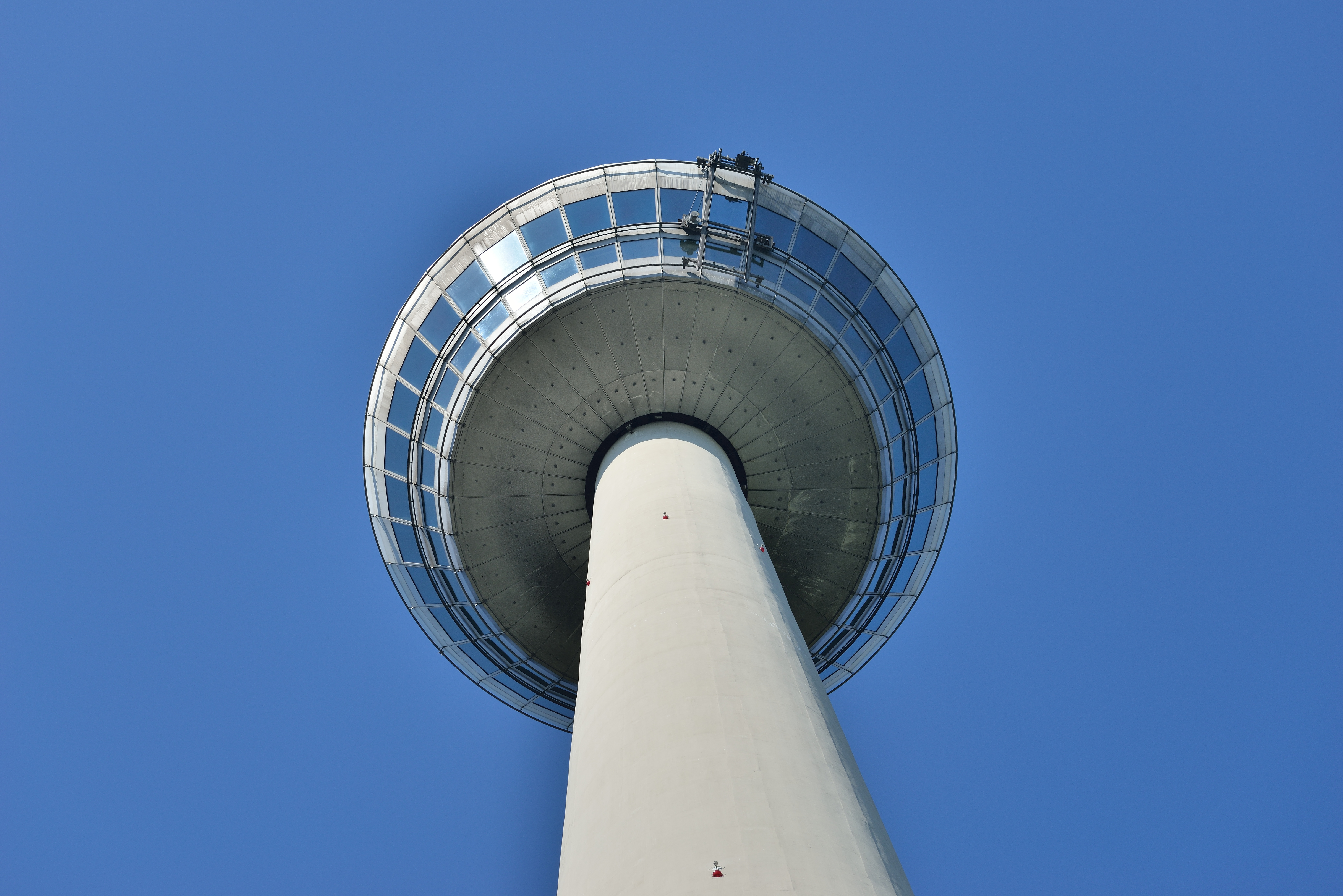
Der Schaft bei starker Untersicht auf den Turm, ebenfalls sichtbar ist die Wartungsvorrichtung am Turmkorb

Der Mannheimer Fernmeldeturm ist ein Sonderturm mit einem Turmschaft kreisförmigen Querschnitts. Der Schaft verjüngt sich von 13,30 Meter Durchmesser und 60 Zentimeter Wandstärke im Erdgeschoss auf 4,6 Meter Durchmesser und 25 Zentimeter Wandstärke auf 166 Meter Höhe. Der Turmschaft hat aus statischen und gestalterischen Gründen eine konische Form mit parabolischer Mantellinie. Der im Schaft befindliche Schacht für Aufzug und Nottreppe besteht aus einer Stahlkonstruktion. Der Antennenmast, der aus dem Betonschaft herauswächst, ist eine Stahlgitterkonstruktion, die mit einem geschlossenen glasfaserverstärkten Kunstharzmantel umhüllt ist und somit sowohl korrosionsbeständig ist wie auch Eisansatz vermindern soll. Der Mantel setzte die Form und Farbe des Betonschaft ursprünglich bis zur Turmspitze fort. Diese Gestaltung war damals neuartig bei Fernsehtürmen. Nach der Kollision eines Hubschraubers 1994 wurde aus Flugsicherungsgründen die graue Farbe des Antennenmantels in eine weiß-rote Sicherheitskennzeichnung sowie die Sicherheitsbefeuerung umgestaltet.

### Turmkorb
Der Turmkorb besteht aus zwei gegeneinandergesetzten Kegelstümpfen. Der untere Kegelstumpf verbreitert sich von 20,5 Meter auf 30,1 Meter; daran nahtlos aufgesetzt verjüngt sich der obere Kegelstumpf von 20,3 Meter auf 18,4 Meter. Im unteren Teil befinden sich das 250 Personen fassende Aussichtsgeschoss auf 120,9 Meter und das Restaurantgeschoss auf 124,7 Meter. Das Drehrestaurant dreht sich einmal pro Stunde um seine eigene Achse. Die Schräge des unteren, für den Publikumsverkehr vorgesehenen Turmkorbteils wurde bewusst so gewählt, um den unmittelbaren Raum darunter, den Bereich der ehemaligen Bundesgartenschau und die Innenstadt besser überblicken zu können.
Die oberen drei Geschosse sind bis auf Bullaugen im Betriebsgeschoss unverglast und beherbergen ein Maschinengeschoss auf 129,5 Meter, ein Betriebsgeschoss auf 132,8 Meter sowie ein Rangiergeschoss mit dem Aufzugsmaschinenraum auf 135,8 Meter. Zusätzlich zum Aufzug führen 650 Stufen zum Turmkorb hinauf. Zugstäbe befinden sich im sogenannten Maschinengeschoss oberhalb des Restaurantgeschosses. Dort stören sie nicht die Nutzung und tragen statisch die angehängten Fachwerke der unteren Geschosse; die oberen Geschosse werden darauf abgestützt. Die von außen nicht sichtbare Befestigungsart des 7000 Tonnen schweren Turmkorbs über diese zwölf radial am Turmschaft angebrachten Stabdreiecke war erstmals in dieser Form angewendet.

### Antennenplattformen und Spitze
Die Außenhaut des Turmkorb besteht aus eloxiertem Aluminiumblech, der im unteren Teil nicht öffenbare Fenster aus bedampftem Mehrscheiben-Isolierglas hat. Über dem Korb schließen sich drei Antennenplattformen aus Beton (145,4 Meter, 153,2 Meter und 160,4 Meter) an, die sich im Querschnitt verkleinern um eine optische Einheit mit dem oberen Teil des Turmkorbs zu bilden. Die Plattformen dienen als Stellfläche für Richtfunkantennen; die zweite Plattform dient außerdem als Luftanalysestation. Auf der obersten der drei Plattformen befand sich für die Antennenmontage bis Januar 2016 ein Hebezeug.
Ab einer Höhe von 166,2 Meter schließt sich eine 51,6 Meter hohe weiß-rote Antennenspitze an. Der Stahlgittermast ist zum Schutz gegen Vereisung mit einem Kunststoffmantel verkleidet.

### Publikumseinrichtungen

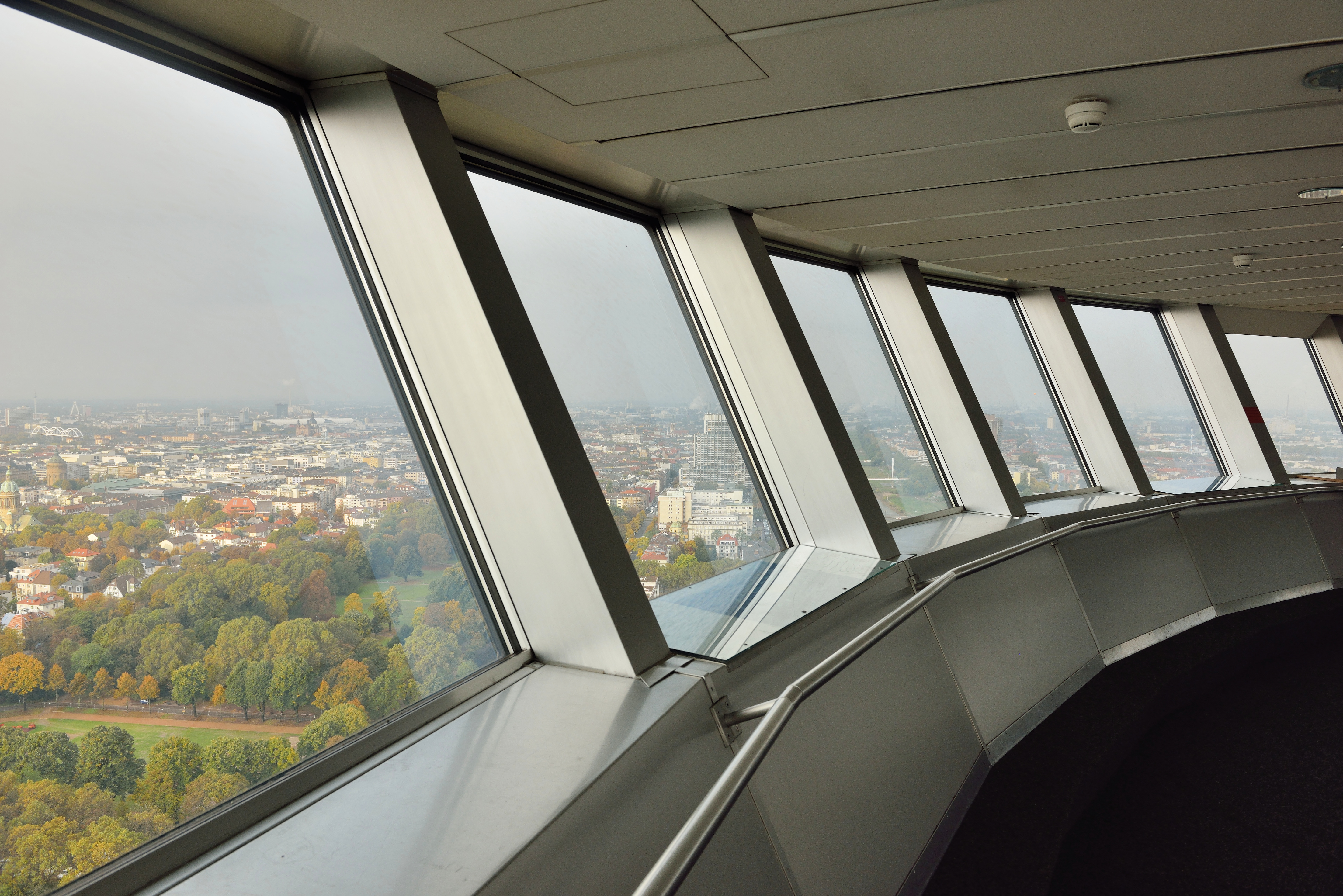
Blick von der Aussichtsterrasse

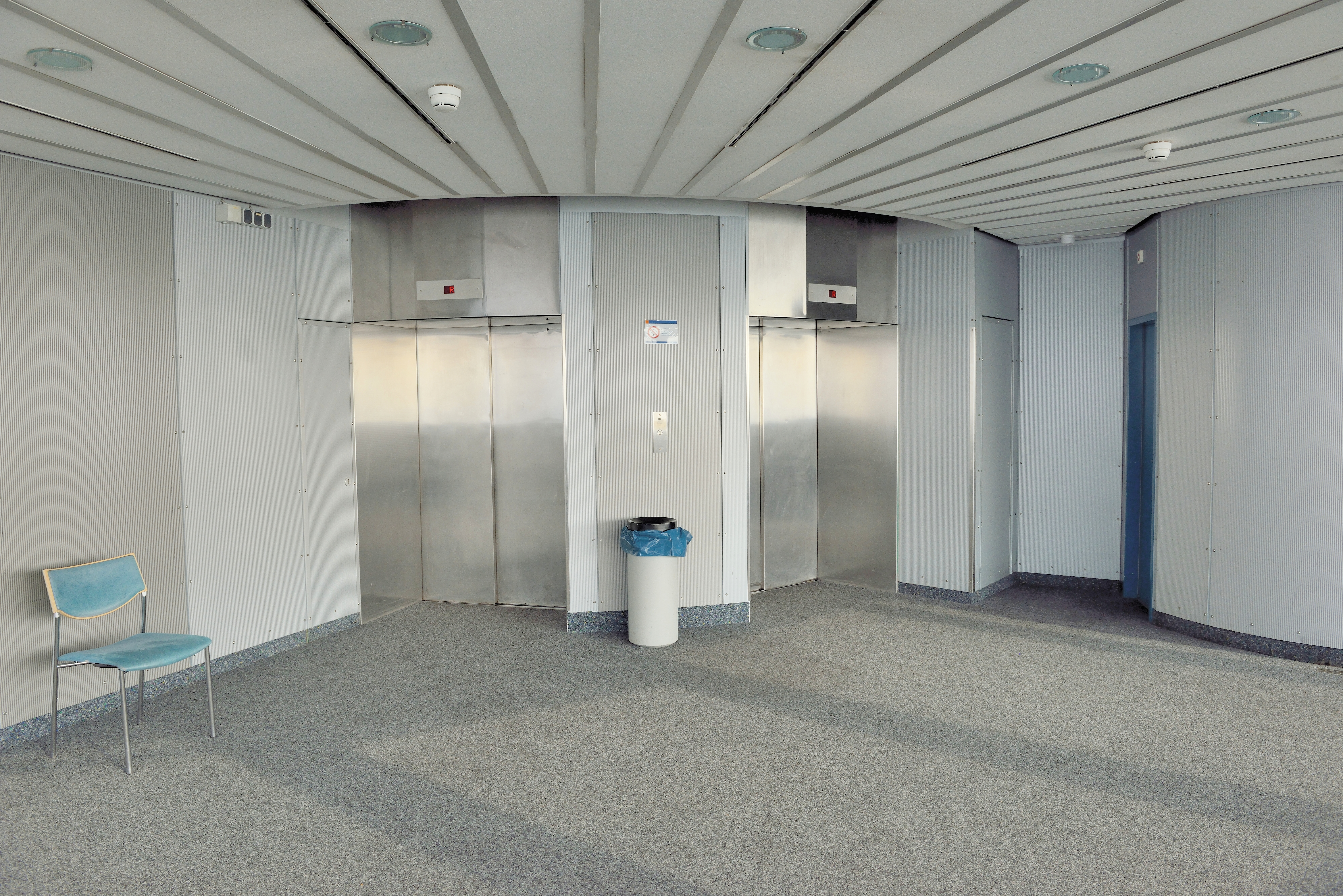
Aufzugsvorraum im Aussichtsgeschoss

Der Öffentlichkeit zugänglich sind die unteren zwei Stockwerke des Turmkorbs. Auf 120,9 Meter befindet sich das Aussichtsgeschoss mit Bistro und auf 124,7 Metern Höhe das 390 Quadratmeter große Drehrestaurant Skyline. Mit 156 Sitzplätzen gehört es zu den fassungsreichsten Restaurants in dieser Höhe. Die Tische sind auf einem äußeren Drehring angebracht, der die Gäste in einer Stunde komplett umfahren lässt. Der innere Teil des kreisförmigen Grundrisses ist fest. Das Aussichtsgeschoss ist das niedrigste aller öffentlich zugänglichen Sondertürme in Deutschland. Pro Jahr besuchen über 70.000 Gäste das Drehrestaurant.
Zwei Personenaufzüge des Unternehmens Kone befördern mit einer Geschwindigkeit von 6 Metern pro Sekunde die Besucher vom Turmfuß in die beiden öffentlich zugänglichen Geschosse. In Notfällen sind Umstiege zwischen den beiden Aufzügen möglich. Die Aufzugsunterfahrt beträgt 10,60 Meter unter dem Erdgeschoss (Höhe ±0 Meter). Die Beförderungskapazität der beiden Aufzüge beträgt 1600 Besucher pro Stunde.
Die Speisen für das Drehrestaurant werden im Basisgebäude zubereitet und mit einem der Personenaufzüge in einem speziellen Container in die Warmhalteküche des Restaurants hochgefahren. Mit einer zusätzlichen Tür durch die Warmhalteküche des Restaurants und die Bar des Aussichtsgeschosses kann die Küche direkt beliefert werden, ohne dass der Publikumsverkehr beeinträchtigt wird. Die Räumlichkeiten für Küche, Haustechnik und Besuchertoiletten sind in beiden öffentlichen Geschossen im Turmkorb kreisförmig um die Wand des Turmschaftes angeordnet.

## Rezeption
Ähnlich wie beim Mannheimer Fernmeldeturm ist im 1976 fertiggestellten Fernmeldeturm Koblenz das Tragwerk des Betriebsgeschoss mittels außen nicht sichtbaren Zugdiagonalen realisiert. Einige Jahre später wurde dies auch bei anderen gleichartigen Türmen verwirklicht. Am augenfälligsten ist diese Befestigungsart am 1981 fertiggestellten Colonius in Köln zu sehen, wo die außen sichtbaren Stabdreiecke auf diese Weise den Turmkorb am Turmschaft tragen. Mit der speziell durch ein Radialträgersystem gestützten Aufhängung beschritt er baulich einen neuen Weg.

Aussicht in Richtung der Mannheimer Innenstadt

Der Mannheimer Fernmeldeturm wird aufgrund seiner öffentlichen Zugänglichkeit als Sehenswürdigkeit in fast allen touristischen Reise- bzw. Stadtführern und Darstellungen erwähnt. Trotzdem ist seine touristische Bedeutung, insbesondere wenn man zum Vergleich seine Besucherzahlen heranzieht, mit anderen öffentlich zugänglichen Fernsehtürmen in Deutschland vergleichsweise gering.
Aufgrund des flachen nördlichen Oberrheingebietes und nur vereinzelter hoher Bauwerke in der Quadratestadt ist der Fernmeldeturm bereits Kilometer vor den Stadtgrenzen gut zu erkennen. Der Fernmeldeturm gilt als modernes Wahrzeichen der Stadt und ist eine bekannte Landmarke.

## Frequenzen und Programme

### Analoges Radio (UKW-Rundfunk)
Neben der Nutzung des Fernmeldeturms Mannheim für den Richtfunkverkehr strahlt er folgende UKW-Rundfunkprogramme ab:
| Frequenz (MHz) | Programmname   | RDS-PS   | RDS-PI                | ERP (kW) | Regionalisierung  | Diagramm rund (ND)/ gerichtet (D) | Polarisation horizontal (H)/ vertikal (V) |
| -------------- | -------------- | -------- | --------------------- | -------- | ----------------- | --------------------------------- | ----------------------------------------- |
| 87,8           | bigFM          | _bigFM__ | D8A9 (regional), D3A9 | 1        | Baden-Württemberg | ND                                | H                                         |
| 93,2           | Rockland Radio | Rockland | D3AA                  | 1        | Rhein-Neckar      | ND                                | H                                         |

### Digitales Fernsehen (DVB-T2)
Bis Mai 2016 wurde der Mannheimer Fernmeldeturm nie zur Übertragung von Fernsehprogrammen genutzt. Seit Juni 2016 werden im Standard DVB-T2 auf Kanal 35 u. a. die Fernsehprogramme ARD HD, ZDF HD, SAT1 HD, PRO7 HD, RTL HD und VOX HD ausgestrahlt.
Im Einzelnen strahlt der Mannheimer Fernmeldeturm folgende HD-Fernsehprogramme aus:
| Kanal | Programme im Multiplex | ERP (kW) | Antennendiagramm rund (ND)/ gerichtet (D) | Polarisation horizontal (H) / vertikal (V) | Modulationsverfahren |
| ----- | --- | -------- | ----------------------------------------- | ------------------------------------------ | -------------------- |
| 21    | - BR Fernsehen Süd HD - hr-fernsehen HD - SWR Fernsehen BW HD - SWR Fernsehen RP HD - WDR Fernsehen HD                                                  | 6.3      | ND                                        | H                                          | 64-QAM               |
| 24    | - Bibel TV HD - Disney Channel HD - DMAX HD - Eurosport 1 HD - HSE24 HD - Welt HD - nickelodeon HD - QVC HD - QVC2 HD - 1-2-3.tv HD - Comedy Central HD | 6.3      | ND                                        | H                                          | 64-QAM               |
| 27    | - Das Erste HD - ONE HD - phoenix HD - arte HD - tagesschau24 HD                                                                                        | 6.3      | ND                                        | H                                          | 64-QAM               |
| 35    | - n-tv HD - RTL HD - RTL II HD - RTL Nitro HD - Super RTL HD - Tele 5 HD - VOX HD                                                                       | 6.3      | ND                                        | H                                          | 64-QAM               |
| 41    | - 3sat HD - KiKA HD - ZDF HD - ZDFinfo HD - ZDFneo HD                                                                                                   | 6.3      | ND                                        | H                                          | 64-QAM               |
| 44    | - kabel eins HD - ProSieben Maxx HD - ProSieben HD - Sat.1 Gold HD - Sat.1 HD - Sixx HD - Sport1 HD                                                     | 6.3      | ND                                        | H                                          | 64-QAM               |